# Чемпіонат Європи з водних видів спорту 1974
48°12′13″ пн. ш. 16°25′22″ сх. д. / 48.2036° пн. ш. 16.4229° сх. д.
Чемпіонат Європи з водних видів спорту 1974, 13-й за ліком, тривав з 18 до 25 серпня 1974 року у Відні (Австрія). Розіграно нагороди з плавання (на довгій воді), стрибків у воду, синхронного плавання (жінки) і водного поло (чоловіки). 

## Таблиця медалей
| Місце                | Країна               | Золото | Срібло | Бронза | Загалом |
| -------------------- | -------------------- | ------ | ------ | ------ | ------- |
| 1                    | НДР                  | 17     | 15     | 4      | 36      |
| 2                    | ФРН                  | 6      | 5      | 4      | 15      |
| 3                    | Велика Британія      | 5      | 3      | 3      | 11      |
| 4                    | Угорщина             | 3      | 1      | 4      | 8       |
| 5                    | СРСР                 | 2      | 7      | 11     | 20      |
| 6                    | Італія               | 2      | 2      | 1      | 5       |
| 7                    | Швеція               | 2      | 1      | 3      | 6       |
| 8                    | Нідерланди           | 0      | 3      | 5      | 8       |
| 9                    | Югославія            | 0      | 0      | 1      | 1       |
| 9                    | Франція              | 0      | 0      | 1      | 1       |
| Загалом (10 збірних) | Загалом (10 збірних) | 37     | 37     | 37     | 111     |

## Медальний залік

### Стрибки у воду
Змагання чоловіків
| Дисципліна    | Золото              | Золото | Срібло                 | Срібло | Бронза                     | Бронза |
| ------------- | ------------------- | ------ | ---------------------- | ------ | -------------------------- | ------ |
| Трамплін, 3 м | Клаус Дібіасі (ITA) | 603.51 | Франко Каньйотто (ITA) | 593.94 | В'ячеслав Страхов (URS)    | 583.71 |
| Вишка, 10 м   | Клаус Дібіасі (ITA) | 562.83 | Фальк Гоффманн (GDR)   | 557.28 | Олександр Гендріксон (URS) | 522.51 |

Змагання жінок
| Дисципліна    | Золото              | Золото | Срібло               | Срібло | Бронза                   | Бронза |
| ------------- | ------------------- | ------ | -------------------- | ------ | ------------------------ | ------ |
| Трамплін, 3 м | Ульріка Кнапе (SWE) | 465.57 | Ірина Калініна (URS) | 460.17 | Тамара Сафонова (URS)    | 455.34 |
| Вишка, 10 м   | Ульріка Кнапе (SWE) | 408.87 | Ірина Калініна (URS) | 399.54 | Олена Вайцехівська (URS) | 366.12 |

### Плавання

#### Чоловіки
| Дисципліна                      | Золото                                                    | Золото     | Срібло                                                                  | Срібло   | Бронза                                                                 | Бронза   |
| ------------------------------- | --------------------------------------------------------- | ---------- | ----------------------------------------------------------------------- | -------- | ---------------------------------------------------------------------- | -------- |
| 100 м вільним стилем            | Петер Ноке (FRG)                                          | 52.18      | Володимир Буре (URS)                                                    | 52.19    | Клаус Штайнбах (FRG)                                                   | 52.31    |
| 200 м вільним стилем            | Петер Ноке (FRG)                                          | 1:53.10    | Клаус Штайнбах (FRG)                                                    | 1:53.72  | Олександр Самсонов (URS)                                               | 1:53.74  |
| 400 м вільним стилем            | Олександр Самсонов (URS)                                  | 4:02.11    | Бенґт Їнґше (SWE)                                                       | 4:03.79  | Андрій Крилов (URS)                                                    | 4:04.32  |
| 1500 м вільним стилем           | Франк Пфютце (GDR)                                        | 15:54.57   | Джеймс Картер (GBR)                                                     | 15:54.78 | Ігор Євграфов (URS)                                                    | 16:04.42 |
| 100 м на спині                  | Роланд Маттес (GDR)                                       | 58.21      | Луц Ваня (GDR)                                                          | 58.66    | Золтан Веррасто (HUN)                                                  | 58.78    |
| 200 м на спині                  | Роланд Маттес (GDR)                                       | 2:04.64    | Золтан Веррасто (HUN)                                                   | 2:04.96  | Роберт Рудольф (HUN)                                                   | 2:07.52  |
| 100 м брасом                    | Микола Панкін (URS)                                       | 1:05.63    | Вальтер Куш (FRG)                                                       | 1:06.04  | Девід Лей (GBR)                                                        | 1:06.17  |
| 200 м брасом                    | Девід Вілкі (GBR)                                         | 2:20.42    | Микола Панкін (URS)                                                     | 2:22.84  | Девід Лей (GBR)                                                        | 2:23.79  |
| 100 м батерфляєм                | Роґер Піттель (GDR)                                       | 55.90      | Роланд Маттес (GDR)                                                     | 56.68    | Фолкерт Меув (FRG)                                                     | 57.60    |
| 200 м батерфляєм                | Андраш Харгітай (HUN)                                     | 2:03.80    | Браян Брінклі (GBR)                                                     | 2:04.13  | Гартмут Флекнер (GDR)                                                  | 2:04.55  |
| 200 м комплексом                | Девід Вілкі (GBR)                                         | 2:06.32 WR | Хрістіан Ліцманн (GDR)                                                  | 2:07.61  | Андраш Харгітай (HUN)                                                  | 2:09.08  |
| 400 м комплексом                | Андраш Харгітай (HUN)                                     | 4:28.89 WR | Хрістіан Ліцманн (GDR)                                                  | 4:30.32  | Андрій Смірнов (URS)                                                   | 4:32.48  |
| естафета 4×100 м вільним стилем | ФРН Клаус Штайнбах Ґергард Шиллер Керстен Маєр Петер Ноке | 3:30.61    | СРСР Володимир Буре Олександр Самсонов Анатолій Рибаков Георгій Куликов | 3:32.01  | НДР Роґер Піттель Роланд Маттес Вільфрід Гартунґ Луц Ваня              | 3:32.54  |
| естафета 4×200 м вільним стилем | ФРН Клаус Штайнбах Вернер Лампе Фолкерт Меув Петер Ноке   | 7:39.70    | СРСР Олександр Самсонов Андрій Крилов Віктор Абоїмов Георгій Куликов    | 7:42.06  | Швеція Берндт Зарновєцкі Андерс Беллбрінґ Петер Петтерссон Бенґт Їнґше | 7:43.10  |
| естафета 4×100 м комплексом     | ФРН Клаус Штайнбах Вальтер Куш Фолкерт Меув Петер Ноке    | 3:51.57    | Велика Британія Колін Каннінгем Девід Вілкі Стівен Неш Браян Брінклі    | 3:54.13  | СРСР Ігор Потякін Микола Панкін Віктор Шаригін Володимир Буре          | 3:54.37  |

#### Жінки
| Дисципліна                      | Золото                                                          | Золото     | Срібло                                                       | Срібло  | Бронза                                                                     | Бронза  |
| ------------------------------- | --------------------------------------------------------------- | ---------- | ------------------------------------------------------------ | ------- | -------------------------------------------------------------------------- | ------- |
| 100 м вільним стилем            | Корнелія Ендер (GDR)                                            | 56.96 WR   | Анґела Франке (GDR)                                          | 57.82   | Еніт Бріґіта (NED)                                                         | 58.10   |
| 200 м вільним стилем            | Корнелія Ендер (GDR)                                            | 2:03.22 WR | Еніт Бріґіта (NED)                                           | 2:03.73 | Андреа Айфе (GDR)                                                          | 2:05.04 |
| 400 м вільним стилем            | Анґела Франке (GDR)                                             | 4:17.83    | Корнелія Дерр (GDR)                                          | 4:19.72 | Новелла Каллігаріс (ITA)                                                   | 4:22.92 |
| 800 м вільним стилем            | Корнелія Дерр (GDR)                                             | 8:52.45    | Новелла Каллігаріс (ITA)                                     | 8:57.93 | Ґудрун Веґнер (GDR)                                                        | 8:59.79 |
| 100 м на спині                  | Ульріке Ріхтер (GDR)                                            | 1:03.30 WR | Ульріке Таубер (GDR)                                         | 1:05.07 | Еніт Бріґіта (NED)                                                         | 1:05.94 |
| 200 м на спині                  | Ульріке Ріхтер (GDR)                                            | 2:17.35 WR | Ульріке Таубер (GDR)                                         | 2:18.72 | Еніт Бріґіта (NED)                                                         | 2:21.33 |
| 100 м брасом                    | Хрістель Юстен (FRG)                                            | 1:12.55 WR | Ренате Фоґель (GDR)                                          | 1:13.69 | Агнеш Качандер (HUN)                                                       | 1:14.95 |
| 200 м брасом                    | Карла Лінке (GDR)                                               | 2:34.99 WR | Анне-Катрін Шотт (GDR)                                       | 2:38.88 | Марина Юрченя (URS)                                                        | 2:42.04 |
| 100 м батерфляєм                | Роземаріе Котер (GDR)                                           | 1:01.99 WR | Анне-Катрін Лойхт (GDR)                                      | 1:03.63 | Ґунілла Андерссон (SWE)                                                    | 1:04.67 |
| 200 м батерфляєм                | Роземаріе Котер (GDR)                                           | 2:14.45    | Анне-Катрін Лойхт (GDR)                                      | 2:18.45 | Барбара Шварцфельдт (FRG)                                                  | 2:19.71 |
| 200 м комплексом                | Ульріке Таубер (GDR)                                            | 2:18.97 WR | Андреа Гюбнер (GDR)                                          | 2:23.97 | Ірина Фетісова (URS)                                                       | 2:25.40 |
| 400 м комплексом                | Ульріке Таубер (GDR)                                            | 4:52.42 WR | Ґудрун Веґнер (GDR)                                          | 4:58.78 | Сьюзен Річардсон (GBR)                                                     | 5:06.71 |
| естафета 4×100 м вільним стилем | НДР Корнелія Ендер Анґела Франке Андреа Айфе Андреа Гюбнер      | 3:52.48    | Нідерланди Анке Рейндерс Ада Порс Вероніка Стел Еніт Бріґіта | 3:57.08 | Франція Клод Мандонно Сільві Ле Ноаш Шанталь Шерц Ґілен Берже              | 3:57.61 |
| естафета 4×100 м комплексом     | НДР Ульріке Ріхтер Ренате Фоґель Роземаріе Котер Корнелія Ендер | 4:13.78 WR | ФРН Анґеліка Ґрізер Хрістель Юстен Беате Яш Ютта Вебер       | 4:23.50 | Швеція Ґунілла Лундберґ Єанетте Петтерссон Ґунілла Андерссон Діана Ольссон | 4:23.90 |

### Синхронне плавання
| Дисципліна | Золото                                       | Золото | Срібло                             | Срібло | Бронза                                   | Бронза |
| ---------- | -------------------------------------------- | ------ | ---------------------------------- | ------ | ---------------------------------------- | ------ |
| Соло       | Джейн Голланд (GBR)                          | 93.820 | Анґеліка Гонсбек (NED)             | 82.040 | Бріґітте Сервонскі (FRG)                 | 79.320 |
| Дуети      | Велика Британія Джейн Голланд Дженніфер Лейн | 89.050 | ФРН Беате Мекле Бріґітте Сервонскі | 82.415 | Нідерланди Гелма Ґюверс Анґеліка Гонсбек | 78.010 |
| Групи      | Велика Британія                              | 88.490 | ФРН                                | 85.293 | Нідерланди                               | 78.859 |

### Водне поло
| Дисципліна             | Золото   | Срібло | Бронза    |
| ---------------------- | -------- | ------ | --------- |
| Чоловіки's competition | Угорщина | СРСР   | Югославія |